# Leo Steinberg
Leo Steinberg (* 9. Juli 1920 in Moskau; † 13. März 2011 in New York) war ein eingebürgerter US-amerikanischer Kunsthistoriker und Kunstkritiker. 

## Leben
Leo Steinbergs Vater war Isaac Nachman Steinberg. Leo Steinberg, der ursprünglich Maler werden wollte, studierte von 1936 bis 1940 an der Londoner Slade School. Nach dem Zweiten Weltkrieg studierte er bei Richard Krautheimer und Wolfgang Lotz Kunstgeschichte am Institute of Fine Arts der New York University. 1960 erlangte er einen PhD-Titel mit einer Arbeit über die römische Kirche San Carlo alle Quattro Fontane von Borromini.
Steinberg war Professor der Kunstgeschichte am Hunter College der City University of New York und emeritierter Universitätsprofessor der Kunstgeschichte am Benjamin-Franklin-Lehrstuhl der Universität von Pennsylvania. Steinberg hat auf den Gebieten Renaissance, klassische Moderne und Amerikanische Kunst nach 1945 geforscht.
Sein Essay The Sexuality of Christ in Renaissance Art and in Modern Oblivion erschien 1983 als Heft 25 der führenden Kunstzeitschrift October. In diesem Essay untersuchte er ein von der Forschung vorher ignoriertes Merkmal der Renaissancekunst, die Hervorhebung der Genitalien des Jesuskindes, und die entsprechende Aufmerksamkeit für diese auf Darstellungen der Passion Christi (siehe Ostentatio genitalium).
Leo Steinberg wandte sich von der Kunstkritik ab und widmete sich Michelangelo und Leonardo da Vinci. Er beschäftigte sich allerdings weiter mit Robert Rauschenberg und Jasper Johns. Bahnbrechend war sein Aufsatz über Pablo Picassos Gemälde Les Demoiselles d’Avignon.
Seine A.-W.-Mellon-Vorlesung 1982 hatte den Titel The Burden of Michelangelo’s Painting. 1995/96 hielt er an der Harvard University die Charles Eliot Norton Vorlesungen The Mute Image and the Meddling Text, Das stumme Bild und der störende/sich einmischende Text.
Tom Wolfe nannte ihn einen der Beherrscher der Schickeria (kings of Cultureburg); neben Clement Greenberg und Harold Rosenberg sei er der Beherrscher der New Yorker Kunstwelt gewesen.
Steinberg machte 3200 Graphiken aus seiner Kunstsammlung dem Blanton Museum of Art der University of Texas at Austin zum Geschenk.

## Auszeichnungen
1978 wurde er in die American Academy of Arts and Sciences aufgenommen, 1986 erhielt er ein Stipendium der MacArthur Foundation, auch bezeichnet als Genius Award.

## Werke
- Other Criteria; Confrontations with Twentieth-century Arts. Oxford University Press, New York, 1972.
- The Philosophical Brothel. In: Art News, Band 71, Teil I (September 1971): S. 20–29, Teil II (Oktober 1972): S. 38–47.
- Pontormo’s Capponi Chapel. Art Bulletin, Band 56, (1974), Nr. 3, S. 385–399.
- The Sexuality of Christ in Renaissance Art and in Modern Oblivion. In. October, Nr. 25 (Sommer) 1983, S. 1–222. Nachdruck: Pantheon Books, New York, 1983.
- Leonardo’s Incessant Last Supper, Zone Books, New York, 2001.